# Enfleurage
Enfleurage is een methode om de geur van planten te extraheren.
Er zijn twee soorten enfleurage:
- Koude enfleurage - Hierbij worden de bloemen waarvan de geur wordt geëxtraheerd op platen gelegd die met een dunne laag dierlijk vet (meestal reuzel of rundvet) zijn ingesmeerd. De platen worden dicht op elkaar in een rek geplaatst. Regelmatig worden de bloemen vervangen door verse bloemen. De geur van de bloemen trekt in het vet dat bij aanvang zo reukarm mogelijk was. Na verloop van tijd is het vet voldoende verzadigd.
- Warme enfleurage - Hierbij worden de bloemen in gesmolten vet gelegd. Net als bij koude enfleurage worden de bloemen regelmatig vervangen.

Het geurende vet dat hierbij ontstaat wordt pommade genoemd. Hiervan kan een absolue worden gemaakt door de pommade in alcohol te weken, de alcohol neemt de geurstoffen wel (deels) op, maar de vetstoffen niet of nauwelijks. Na verdamping van de alcohol blijft dan de absolue over, die ter onderscheid met de door oplosmiddelextractie verkregen absolues wel absolue de pommade wordt genoemd.
Vroeger was enfleurage de enige manier om de geur van bloesems als oranjebloesem, jasmijn en mimosa te extraheren, tegenwoordig wordt er nog maar weinig gebruikgemaakt van enfleurage omdat het een zeer arbeidsintensief en daarmee duur proces is.